# Bittacus milleri
Bittacus milleri is een schorpioenvlieg uit de familie van de hangvliegen (Bittacidae). De wetenschappelijke naam van de soort werd voor het eerst geldig gepubliceerd in 1978 door Jason Gilbert Hayden Londt.
De soort komt voor in Zuid-Afrika.